# Skagarack
Skagarack er et dansk rockband, der kommer fra Kolding. Bandet udgav sit første album i 1986, hvor de hittede med "I'm alone". De har udgivet fire albums og spiller rockmusik med elementer fra melodisk heavy rock. Karakteristisk for bandet er, at de altid har haft et højt spilleteknisk niveau.[kilde mangler]
Bandet opnåede i 1985 pladekontrakt med Polydor, der stod for udgivelsen af bandets debutalbum Skagarack, der var indspillet i København og London. Albummet blev udgivet i juli 1986 og solgte ca. 30.000 eksemplarer i Danmark. Samme måned optrådte Skagarack på Orange Scene på Roskilde Festival 1986, hvor bandet lukkede festivalen. Samme sommer turnerede bandet i England, hvor de bl.a. spillede på Reading Festival og The Marquee Club. I 1991 modtog bandet en Grammy for albummet A Slice of Heaven i kategorien "Årets Danske Heavyrock Udgivelse".
Bandet opnåede en vis succes i Danmark og i udlandet med bl.a. "I'm Alone", "Anytime, Anywhere" og "Hungry for a Game". Gruppens indspilninger er optaget på opsamlingsalbummene i serien "50 Stærke Danske Hits".
Bandet, der aldrig fik sit helt store gennembrud, gik i opløsning omkring 1991, men blev gendannet næsten i original besætning til Esbjerg Rock Festival i 2009, hvor de bl.a. optrådte med andre 80'er ikoner som Foreigner, Europe, Rick Astley, Bananarama m.fl. Keyboardspiller Tommy Thiel Rasmussen er i dag (som sanger) del af gruppen Neighbours, der har base i Ansager. Studiemusiker Lars Daugaard (trommeslager) var også tilknyttet bandet, på et tidspunkt.

## Medlemmer
- Torben Schmidt (vokal)
- Alvin Otto (trommer)
- Jan Petersen (guitar)
- Tommy Thiel (keyboards)
- Morten Munch (bas)

## Diskografi

### Album
- Skagarack 1986
- Hungry for a Game 1988
- A Slice of Heaven 1990
- Big Time 1993

### Udgivet på serien "50 Stærke Danske Hits"
- "This Time of Year" (på 50 Stærke Danske Julehits)
- "Open Your Eyes" (på 50 Stærke Danske Hits og 50 Stærke Danske 90'er Hits)
- "Anytime, Anywhere" (på 50 Stærke Danske Hits (vol. 4))
- "Believe Me" (på 50 Stærke Danske Hits (vol. 7))

### Torben Schmidt solo
- A Bit On The Side 1991
- Long Story Short 2012